# Oroniscus calcivagus
Oroniscus calcivagus is een pissebed uit de familie Oniscidae. De wetenschappelijke naam van de soort is voor het eerst geldig gepubliceerd in 1908 door Karl Wilhelm Verhoeff.